# Meistriliiga 1998
La Meistriliiga 1998 fu l'ottava edizione della massima serie del campionato di calcio estone conclusa con la vittoria del Flora Tallinn, al suo quarto titolo.

## Formula
Dovendo passare dal formato europeo a quello solare fu disputata una stagione di transizione con formula modificata rispetto alla precedente stagione: il numero di squadre rimase fermo ad otto e il torneo non era più diviso in due fasi. Furono disputati turni di andata e ritorno, per un totale di 14 incontri per squadra: venivano assegnati tre punti per la vittoria, uno per il pareggio e zero per la sconfitta.
L'ultima classificata retrocedeva in Esiliiga, mentre la penultima giocava un play-off contro la seconda dell'Esiliiga 1998, con andata e ritorno.

## Squadre partecipanti
| Club             | Città    | Stagione precedente                                        |
| ---------------- | -------- | ---------------------------------------------------------- |
| EP Jõhvi         | Jõhvi    | 7° in Meistriliiga, 1º nel girone promozione/retrocessione |
| Flora Tallinn    | Tallinn  | Campione d'Estonia                                         |
| Lantana Tallinn  | Tallinn  | 3° in Meistriliiga                                         |
| Lelle            | Lelle    | 8° in Meistriliiga, 2º nel girone promozione/retrocessione |
| Sadam Tallinn    | Tallinn  | 2° in Meistriliiga                                         |
| Trans Narva      | Narva    | 4° in Meistriliiga                                         |
| Tulevik Viljandi | Viljandi | 5° in Meistriliiga                                         |
| TVMK Tallinn     | Tallinn  | 6° in Meistriliiga                                         |

## Classifica finale
|                    | Pos. | Squadra          | Pt | G  | V  | N | P  | GF | GS | DR  |
| ------------------ | ---- | ---------------- | -- | -- | -- | - | -- | -- | -- | --- |
| Estonia (bandiera) | 1    | Flora Tallinn    | 35 | 14 | 11 | 2 | 1  | 46 | 14 | +32 |
|                    | 2    | Sadam Tallinn    | 34 | 14 | 11 | 1 | 2  | 48 | 10 | +38 |
|                    | 3    | Lantana Tallinn  | 25 | 14 | 7  | 4 | 3  | 27 | 20 | +7  |
|                    | 4    | Trans Narva      | 23 | 14 | 6  | 5 | 3  | 28 | 20 | +8  |
|                    | 5    | Tulevik Viljandi | 18 | 14 | 5  | 3 | 6  | 15 | 25 | -10 |
|                    | 6    | TVMK Tallinn     | 13 | 14 | 3  | 4 | 7  | 15 | 27 | -12 |
|                    | 7    | EP Jõhvi         | 6  | 14 | 2  | 0 | 12 | 10 | 44 | -34 |
|                    | 8    | Lelle            | 3  | 14 | 0  | 3 | 11 | 10 | 39 | -29 |

### Play-off Promozione/Retrocessione
| Tallinn Andata | Vigri Tallinn | 0 – 2 | EP Jõhvi |  |

| Jõhvi Ritorno | EP Jõhvi | 0 – 0 | Vigri Tallinn |  |

### Verdetti
- Flora Tallinn campione d'Estonia
- Lelle SK retrocesso.
- Eesti Põlevkivi Jõhvi mantiene la categoria.

I restanti verdetti sono legati ai posizionamenti nelle stagioni precedenti.

## Classifica marcatori
| Pos | Nome                  | Club           | Gol |
| --- | --------------------- | -------------- | --- |
| 1   | Konstantin Kolbasenko | Sadam Tallinn  | 13  |
| 2   | Andres Oper           | Flora Tallinn  | 10  |
| –   | Andrei Krõlov         | Sadam Tallinn  | 10  |
| –   | Indrek Zelinski       | Flora Tallinn  | 10  |
| 5   | Dmitry Lipartov       | FC Narva Trans | 7   |
| –   | Tomas Ražanauskas     | Flora Tallinn  | 7   |